# Alloeocomatella
Genre
Alloeocomatella est un genre de crinoïdes de la famille des Comasteridae (ordre des Comatulida).

## Description et caractéristiques
La bouche est excentrique chez les individus matures. Ces comatules ont jusqu'à 30 bras, et un centrodorsal bien développé, pentagonal à subcirculaire, muni de cirrhes. Les pinnules orales portent de petites dents sur un bord, formant un peigne de 20 à 40 dents. 
Ce sont deux espèces très colorées, généralement fauves, avec de longs bras (jusqu'à 50 cm, le maximum chez les crinoïdes actuels) fins et souples portant des pinnules parallèles formant un plan clair.
Ces deux espèces sont cryptiques : elles vivent cachées dans une crevasse dont elles ne laissent dépasser que leurs longs bras, à la nuit tombée. Il semble cependant que A. polycladia devienne plus audacieuse à la maturité. Celle-ci semble également avoir les bras souvent enroulés, alors que  A. pectinifera les garde plus volontiers droits. 

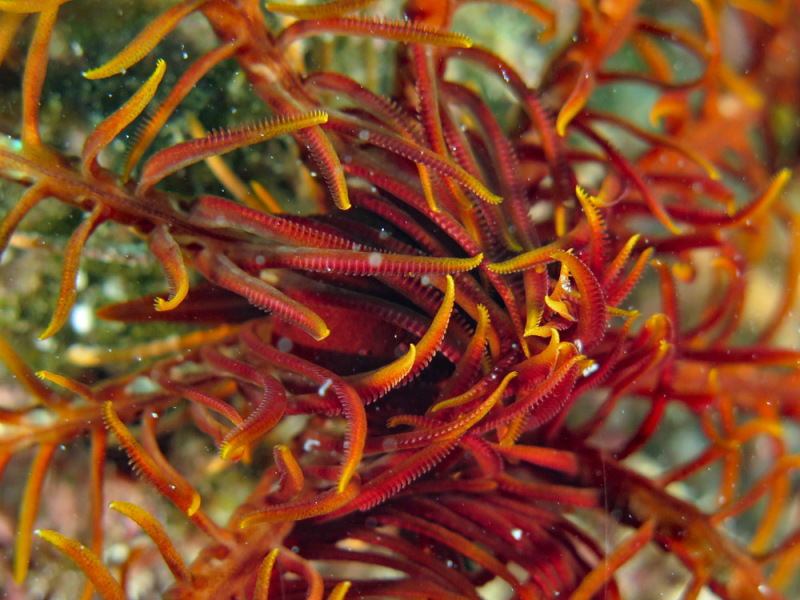
Pinnules orales d'une Alloeocomatella pectinifera
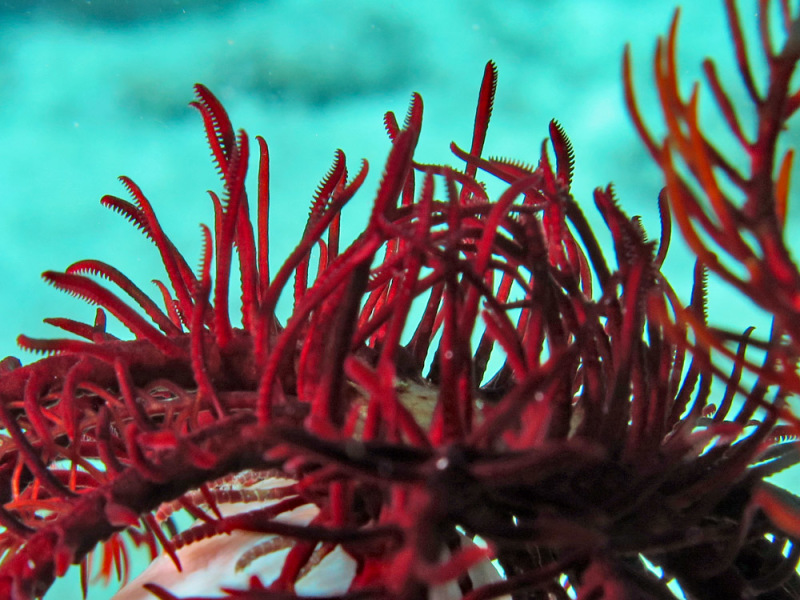
Idem chez Alloeocomatella polycladia
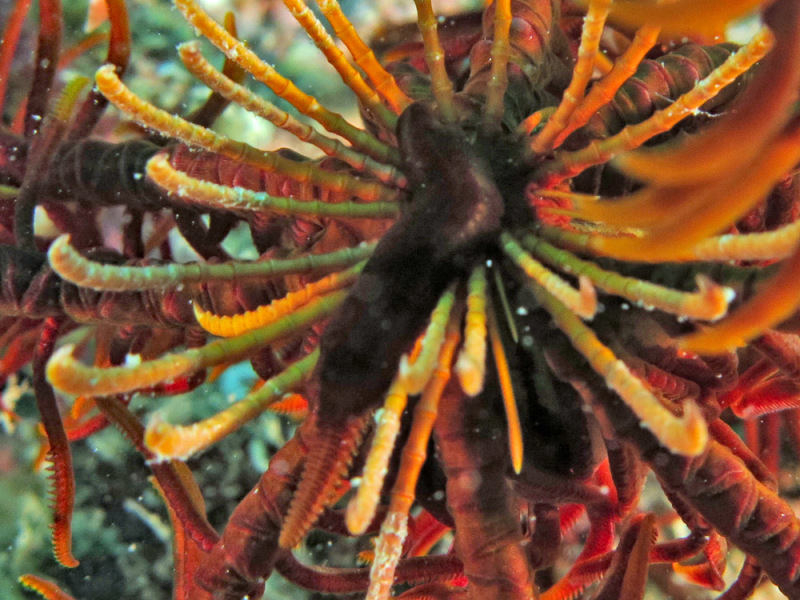
Cirrhes d'une A. pectinifera (le centrodorsal est caché par un ver symbiotique)
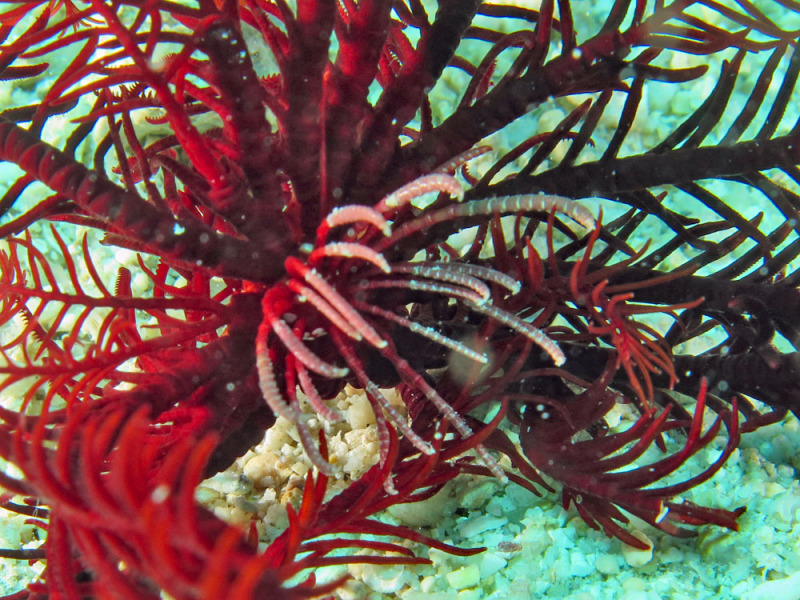
Idem chez A. polycladia

## Liste des espèces
Selon World Register of Marine Species (8 avril 2015) :
- Alloeocomatella pectinifera (AH Clark, 1911) -- Indo-Pacifique des Maldives à la Nouvelle-Calédonie (3-23 m)
- Alloeocomatella polycladia Messing, 1995 -- Pacifique ouest (6-18 m)

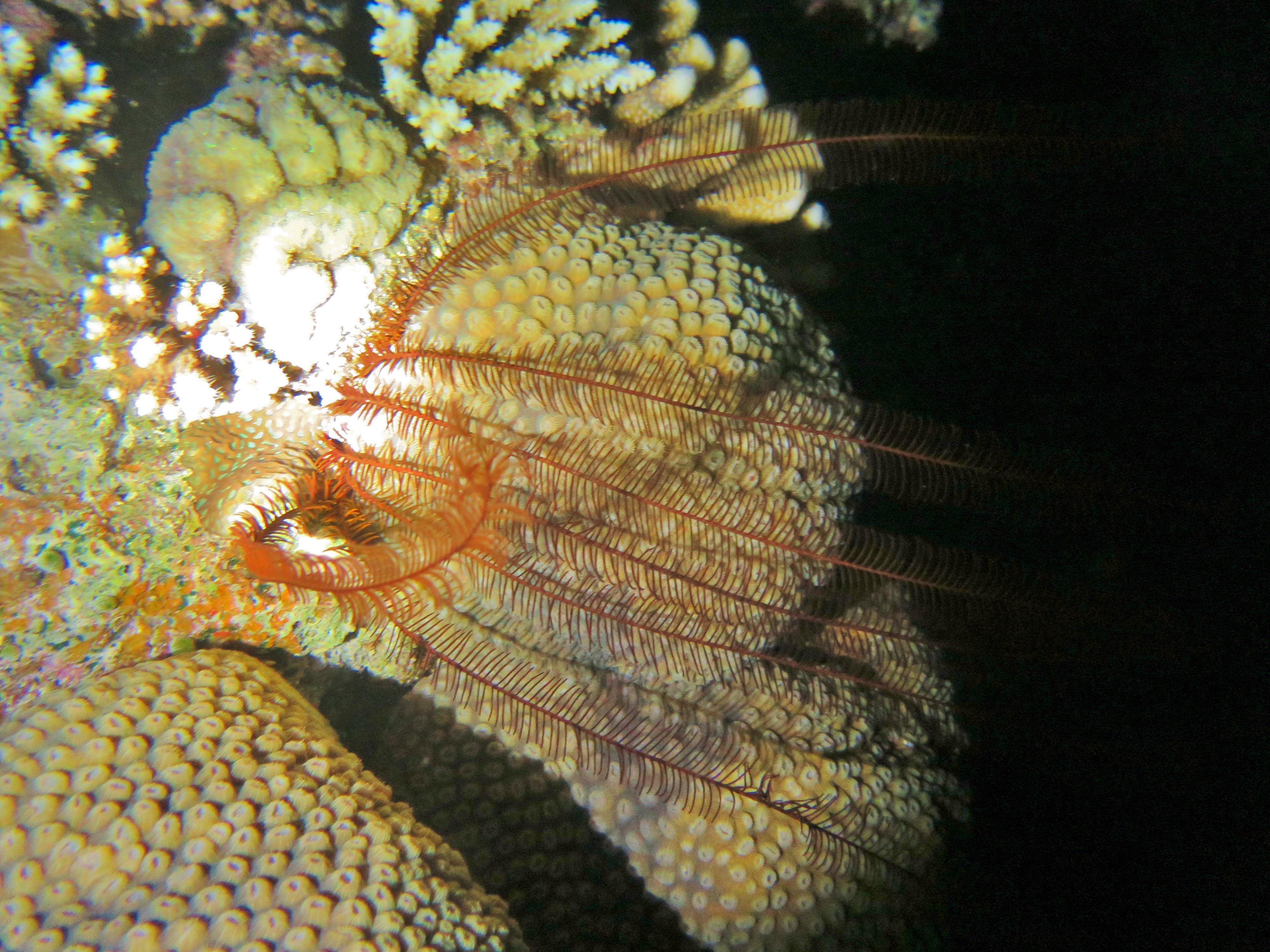
Alloeocomatella pectinifera en position caractéristique, aux Maldives.
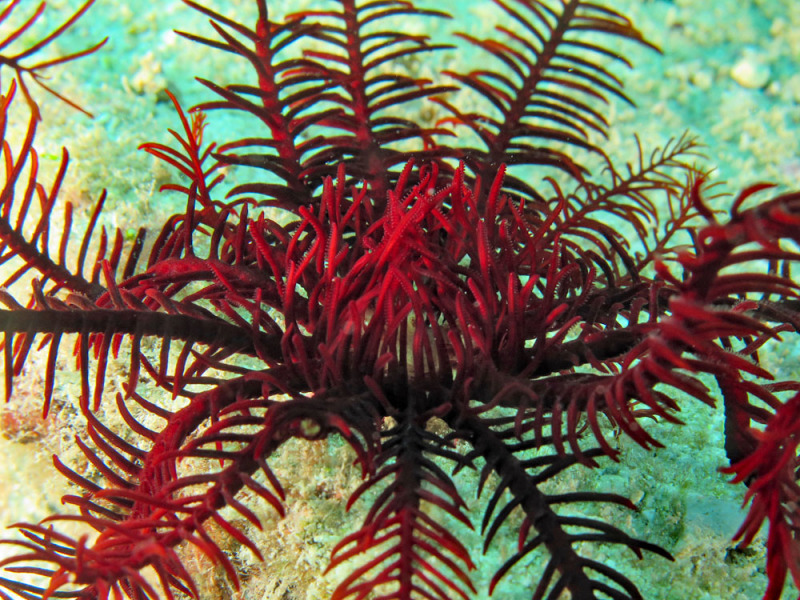
Alloeocomatella polycladia en Australie.